# Седлішовиці (Малопольське воєводство)
Седлішовиці (пол. Siedliszowice) — село в Польщі, у гміні Жабно Тарновського повіту Малопольського воєводства.
Населення — 529 осіб (2011).
У 1975-1998 роках село належало до Тарновського воєводства.

## Демографія
Демографічна структура станом на 31 березня 2011 року:
|          | Загалом | Допрацездатний вік | Працездатний вік | Постпрацездатний вік |
| -------- | ------- | ------------------ | ---------------- | -------------------- |
| Чоловіки | 266     | 52                 | 184              | 30                   |
| Жінки    | 263     | 51                 | 143              | 69                   |
| Разом    | 529     | 103                | 327              | 99                   |